# Liberty City (Teksas)
Liberty City – jednostka osadnicza w Stanach Zjednoczonych, w stanie Teksas, w hrabstwie Gregg.